# Floris van Dyck
Floris Claesz. van Dyck (* ca. 1575 in Delft; † vor April 1651 in Haarlem) war ein niederländischer Stilllebenmaler. Namensvarianten sind Floris van Dijck, Floris van Dikius und
Florentius Dyck.

## Biografie
Floris van Dyck wurde ca. 1575 in Delft geboren. Als einziger Verwandter ist sein Cousin, der Maler und Zeichner Pieter Cornelisz. van Dyck bekannt.
Er wohnte zunächst in Haarlem, wo er sich 1604 verlobte und später zum ersten Mal heiratete.
Über seine Ausbildung ist nichts bekannt.
Allerdings gilt als sicher, dass er eine Romreise unternahm und sich um 1600 in Rom aufhielt. Im Jahr 1606 befand er sich bereits wieder in den Niederlanden, in der Stadt Haarlem. 1610 wurde er Mitglied der Lukasgilde in Haarlem und 1637 deren Vorsteher.
Floris van Dyck heiratete zum zweiten Mal im Oktober 1627. Er schien nach dieser Vermählung mit Cornelia Jansdr. Vlasmans, die ihr Vermögen in die Ehe brachte, nicht mehr auf seinen Beruf als Maler und somit auf ein selbst erwirtschaftetes Einkommen angewiesen zu sein.
Er starb kurz vor April im Jahr 1651.

## Kunsthistorische Bedeutung
Von Floris van Dyck ist nur ein relativ kleines Œuvre bekannt (13 Gemälde und eine Arbeit in Aquarellmalerei). Er signierte seine Gemälde nur mit dem Monogramm „FVD“, gelegentlich verbunden mit einem „H“ (Harlemensis), und gefolgt durch "Fecit".
Seine Gemälde werden zu den Bankettstücken (auch: Banketjes bzw. Ontbijtjes) gezählt. Da mit Banketje bzw. Ontbijtje allerdings nahezu alle Gemälde gemeint sind, die eine mit Nahrungsmitteln und Geschirr beladene Tafel darstellen, wäre eine mehr differenzierte Bezeichnung für die Gemälde wie sie Dyck und Gillis schufen Schautafel.
Allen Anschein nach wurde Floris van Dyck von den in den flämischen Malern Clara Peeters und Osias Beert beeinflusst.
Zusammen mit seinem Malerkollegen Nicolaes Gillis etablierte Floris van Dyck die Bankettstücke (Schautafeln) in der Stadt Haarlem als eigenständiges Sujet. Im Vergleich zu Nicolaes Gillis hat Floris van Dyck eine größere Bedeutung und somit ist ihm „die stärkste stilbildende Kraft“ zuzusprechen.
Die Gemälde von Floris van Dyck und Nicolaes Gillis hatten starken Einfluss auf die folgende Malergeneration. Sie bereiteten den Weg für eine neue Art von Bankettstücken – Het Monochrome Banketje.

## Werke
| Titel                                                                                           | Datierung     | Maße            | Technik                       | Ort                                                                 | Bemerkungen                                   | Quellen                         |
| ----------------------------------------------------------------------------------------------- | ------------- | --------------- | ----------------------------- | ------------------------------------------------------------------- | --------------------------------------------- | ------------------------------- |
| Stillleben mit Käse                                                                             | ca. 1615–20   | 82,5 × 111,2 cm | Ölfarbe auf Holztafel         | Rijksmuseum, Amsterdam                                              | –                                             | Rijksmuseum, Amsterdam, RKD     |
| Stillleben mit Früchten, Brot und Käse                                                          | 1613          | 49,1 × 77,4 cm  | Ölfarbe auf Holztafel         | Frans-Hals-Museum, Haarlem                                          | signiert rechts oben: FVD fecit 1613          | Frans-Hals-Museum, Haarlem, RKD |
| Stillleben mit Käse, Früchten und Trinkgefäßen                                                  | ca. 1615      | 74,5 × 114 cm   | Ölfarbe auf Holztafel         | Privatbesitz, Deutschland                                           | –                                             | RKD                             |
| Stillleben mit altem Käse, Früchten und Nüssen auf einer Tischdecke mit Spitze                  | 1610–1619     | 50 × 77 cm      | Ölfarbe auf Holztafel         | Privatbesitz                                                        | signiert links oben: FVD/A ° 161?             | RKD                             |
| Stillleben mit Käse, Brot und Früchten auf einem gedeckten Tisch                                | ca. 1615      | 43 × 71,5 cm    | Ölfarbe auf Holztafel         | Privatbesitz                                                        | –                                             | RKD                             |
| (Prunk)Stillleben mit Früchten, Käse, Brot und Wein                                             | 1610          | 74 × 114 cm     | Ölfarbe auf Holztafel (Eiche) | Kunsthandel Galerie De Jonckheere, Paris                            | signiert rechts oben: FVD fecit/A ° 1610      | RKD, Sotheby’s                  |
| Stillleben mit Käse und Früchten                                                                | 162[2]        | 100 × 135 cm    | Ölfarbe auf Holztafel         | The Museum of Fine Arts, Montreal (Canada), Leihgabe (Privatbesitz) | signiert links oben: [1]62[2] FVD             | RKD                             |
| Stillleben mit Käse und Früchten                                                                | 1615 od. 1616 | 80,5 × 124 cm   | Ölfarbe auf Holztafel         | Privatbesitz                                                        | signiert rechts oben: FVDH fecit. 161[5 of 6] | RKD                             |
| Stillleben mit Walnüssen, Haselnüssen, Erdbeeren, Römer und gestülptem Weinglas auf einem Tisch | 1611          | 26,7 × 19,7 cm. | Ölfarbe auf Kupfertafel       | Privatbesitz                                                        | signiert rechts oben: FVD fecit A ° 1611      | Sotheby’s                       |
| Wilde Erdbeeren                                                                                 | 1624          | –               | Aquarellmalerei auf Leinwand  | Koninklijke Bibliotheek, Den Haag                                   | –                                             | –                               |